# 1989-es Roland Garros
Az 1989-es Roland Garros az év második Grand Slam-tornája, a Roland Garros 88. kiadása volt, amelyet május 29–június 11. között rendeztek Párizsban. Férfiaknál az amerikai Michael Chang, nőknél a spanyol Arantxa Sánchez nyert.

## Döntők

### Férfi egyes
Michael Chang -  Stefan Edberg 6-1, 3-6, 4-6, 6-4, 6-2

### Női egyes
Arantxa Sánchez -  Steffi Graf 7-6, 3-6, 7-5

### Férfi páros
Jim Grabb /  Patrick McEnroe -  Mansour Bahrami /  Eric Winogradsky 6-4, 2-6, 6-4, 7-6

### Női páros
Larisa Neiland /  Natallja Zverava -  Steffi Graf /  Gabriela Sabatini 6-4, 6-4

### Vegyes páros
Manon Bollegraf /  Tom Nijssen -  Horacio de la Peña /  Arantxa Sánchez, 6-3, 6-7, 6-2

## Juniorok

### Fiú egyéni
Fabrice Santoro –  Jared Palmer, 6–3, 3–6, 9–7

### Lány egyéni
Jennifer Capriati –  Eva Švíglerová, 6–4, 6–0

### Fiú páros
Johan Anderson /  Todd Woodbridge

### Lány páros
Nicole Pratt /  Vang Si-ting